# Jumpei Takaki
Jumpei Takaki (Kumamoto, 1 september 1982) is een Japans voetballer.

## Carrière
Jumpei Takaki speelde tussen 2001 en 2010 voor Shimizu S-Pulse. Hij tekende in 2010 bij Consadole Sapporo.